# Grammy Award du meilleur album de reggae
Le Grammy Award for Best Reggae Album (Grammy Award du meilleur album de reggae) est une récompense musicale décernée depuis 1985 lors de la cérémonies des Grammy Awards.
Initialement intitulé Grammy Award for Best Reggae Recording, le prix était décerné à des artistes pour une chanson ou un album. En 1992, le nom a été changé en Best Reggae Album. Depuis 2002, les prix sont également décernés aux ingénieurs sons, mixeurs et producteurs en plus des interprètes. D'après la description du prix donnée lors de la 52e cérémonie des Grammy Awards, les travaux qui peuvent être récompensés sont des albums de reggae vocaux et instrumentaux « contenant au moins 51 % en temps de nouveaux enregistrements », incluant le roots reggae, le dancehall et le ska.

## Lauréats

### Années 1980
| Année | Artiste(s)                         | Nationalité | Albums             | Nominés | Références |
| ----- | ---------------------------------- | ----------- | ------------------ | --- | ---------- |
| 1985  | Black Uhuru                        | Jamaïque    | Anthem             | - Jimmy Cliff – Reggae Night - Steel Pulse – "Steppin' Out" - Peter Tosh – Captured Live - Yellowman – King Yellowman                                                           | [ 3 ]      |
| 1986  | Jimmy Cliff                        | Jamaïque    | Cliff Hanger       | - Blue Riddim Band – Alive in Jamaica - Burning Spear – Resistance - Judy Mowatt – Working Wonders - Ziggy Marley and the Melody Makers – Play the Game Right                   | [ 4 ]      |
| 1987  | Steel Pulse                        | Royaume-Uni | Babylon the Bandit | - Black Uhuru – Brutal - Jimmy Cliff – Club Paradise - Linton Kwesi Johnson and the Dub Band – Linton Kwesi Johnson in Concert with the Dub Band - The Itals – Rasta Philosophy | [ 5 ]      |
| 1988  | Peter Tosh                         | Jamaïque    | No Nuclear War     | - Black Uhuru – Brutal Dub - Burning Spear – People of the World - Third World – Hold On to Love - UB40 – UB40 CCCP: Live in Moscow                                             | [ 6 ]      |
| 1989  | Ziggy Marley and the Melody Makers | Jamaïque    | Conscious Party    | - Jimmy Cliff – Hanging Fire - Toots – Toots in Memphis - UB40 – UB40 - UB40 and Chrissie Hynde – Breakfast in Bed                                                              | [ 7 ]      |

### Années 1990
| Année | Artiste(s)                         | Nationalité         | Albums                                                   | Nominés | Références |
| ----- | ---------------------------------- | ------------------- | -------------------------------------------------------- | --- | ---------- |
| 1990  | Ziggy Marley and the Melody Makers | Jamaïque            | One Bright Day                                           | - Bunny Wailer – Liberation - Burning Spear – Live in Paris Zenith '88 - Third World – Serious Business - Wailers Band – I.D.                                                          | [ 8 ]      |
| 1991  | Bunny Wailer                       | Jamaïque            | Time Will Tell: A Tribute to Bob Marley                  | - Black Uhuru – Now - Burning Spear – Mek We Dweet - Toots & the Maytals – An Hour Live - Andrew Tosh – Make Place for the Youth                                                       | [ 9 ]      |
| 1992  | Shabba Ranks                       | Jamaïque            | As Raw As Ever                                           | - Black Uhuru – Iron Storm - Bunny Wailer – Gumption - Rita Marley – We Must Carry On - Steel Pulse – Victims - Ziggy Marley and the Melody Makers – Jahmekya                          | [ 10 ]     |
| 1993  | Shabba Ranks                       | Jamaïque            | X-tra Naked                                              | - Jimmy Cliff – Breakout - Steel Pulse – Rastafari Centennial: Live in Paris – Élysée Montmartre - The Wailing Souls – All Over the World - Third World – Committed                    | [ 11 ]     |
| 1994  | Inner Circle                       | Jamaïque            | Bad Boys                                                 | - Black Uhuru – Mystical Truth - Burning Spear – The World Should Know - Maxi Priest – Fe Real - Ziggy Marley and the Melody Makers – Joy and Blues                                    | [ 12 ]     |
| 1995  | Bunny Wailer                       | Jamaïque            | Crucial! Roots Classics                                  | - Aswad – Rise and Shine - Black Uhuru – Strongg - Dennis Brown – Light My Fire - Inner Circle – Reggae Dancer - Divers artistes – Stir It Up                                          | [ 13 ]     |
| 1996  | Shaggy                             | Jamaïque États-Unis | Boombastic                                               | - Burning Spear – Rasta Business - The Skatalites – Hi-Bop Ska! The 30th Anniversary Recording - Third World – Live It Up - Ziggy Marley and the Melody Makers – Free Like We Want 2 B | [ 14 ]     |
| 1997  | Bunny Wailer                       | Jamaïque            | Hall of Fame: A Tribute to Bob Marley's 50th Anniversary | - Gregory Isaacs – Mr. Cool - Maxi Priest – Man with the Fun - Sister Carol – Lyrically Potent - The Skatalites – Greetings from Skamania                                              | [ 15 ]     |
| 1998  | Ziggy Marley and the Melody Makers | Jamaïque            | Fallen Is Babylon                                        | - Aswad – Big Up - Burning Spear – Appointment with His Majesty - Steel Pulse – Rage and Fury - Yellowman – Freedom of Speech                                                          | [ 16 ]     |
| 1999  | Sly and Robbie                     | Jamaïque            | Friends                                                  | - Buju Banton – Inna Heights - Beenie Man – Many Moods of Moses - The Wailing Souls – Psychedelic Souls - Toots and the Maytals – Ska Father                                           | [ 17 ]     |

### Années 2000
| Année | Artiste(s)          | Nationalité | Albums              | Nominés | Références |
| ----- | ------------------- | ----------- | ------------------- | --- | ---------- |
| 2000  | Burning Spear       | Jamaïque    | Calling Rastafari   | - Aswad – Roots Revival - Beenie Man – The Doctor - Steel Pulse – Living Legacy - Third World – Generation Coming                                                                           | [ 18 ]     |
| 2001  | Beenie Man          | Jamaïque    | Art and Life        | - Pato Banton – Life Is a Miracle - Dennis Brown – Let Me Be the One - Gregory Isaacs – Private & Confidential - The Wailing Souls – Equality                                               | [ 19 ]     |
| 2002  | Damian Marley       | Jamaïque    | Halfway Tree        | - Beres Hammond – Music Is Life - Luciano – A New Day - Ky-Mani Marley – Many More Roads - Divers artistes – Island Warriors                                                                | [ 20 ]     |
| 2003  | Lee Scratch Perry   | Jamaïque    | Jamaican E.T.       | - Alpha Blondy – Merci - Bounty Killer – Ghetto Dictionary: The Mystery - Capleton – Still Blazin' - Freddie McGregor – Anything for You                                                    | [ 21 ]     |
| 2004  | Sean Paul           | Jamaïque    | Dutty Rock          | - Buju Banton – Friends for Life - Burning Spear – Free Man - Third World – Ain't Givin' Up - Wayne Wonder – No Holding Back                                                                | [ 22 ]     |
| 2005  | Toots & the Maytals | Jamaïque    | True Love           | - Jimmy Cliff – Black Magic - Sly and Robbie – The Dub Revolutionaries - Steel Pulse – African Holocaust - Divers artistes – Def Jamaica                                                    | [ 23 ]     |
| 2006  | Damian Marley       | Jamaïque    | Welcome to Jamrock  | - Burning Spear – Our Music - Sean Paul – The Trinity - Shaggy – Clothes Drop - Third World – Black Gold & Green                                                                            | [ 24 ]     |
| 2007  | Ziggy Marley        | Jamaïque    | Love Is My Religion | - Buju Banton – Too Bad - Matisyahu – Youth - Sly and Robbie – Rhythm Doubles - UB40 – Who You Fighting For?                                                                                | [ 25 ]     |
| 2008  | Stephen Marley      | États-Unis  | Mind Control        | - Burning Spear – The Burning Spear Experience - Lee Scratch Perry – The End of an American Dream - Sly and Robbie and the Taxi Gang – Anniversary - Toots & the Maytals – Light Your Light | [ 26 ]     |
| 2009  | Burning Spear       | Jamaïque    | Jah Is Real         | - Elephant Man – Let's Get Physical - Heavy D – Vibes - Lee Scratch Perry – Repentance - Shaggy – Intoxication - Sly and Robbie – Amazing                                                   | [ 27 ]     |

### Années 2010
| Année | Artiste(s)               | Nationalité            | Albums                            | Nominés | Références |
| ----- | ------------------------ | ---------------------- | --------------------------------- | --- | ---------- |
| 2010  | Stephen Marley           | États-Unis             | Mind Control – Acoustic           | - Buju Banton – Rasta Got Soul - Gregory Isaacs – Brand New Me - Julian Marley – Awake - Sean Paul – Imperial Blaze | [ 28 ]     |
| 2011  | Buju Banton              | Jamaïque               | Before the Dawn                   | - Gregory Isaacs and King Isaac – Isaacs Meets Isaac - Lee Scratch Perry – Revelation - Bob Sinclair and Sly and Robbie – Made in Jamaica - Sly and Robbie and the Family Taxi – One Pop Reggae + - Andrew Tosh – Legacy: An Acoustic Tribute to Peter Tosh | [ 29 ]     |
| 2012  | Stephen Marley           | États-Unis             | Revelation Pt 1: The Root of Life | - Monty Alexander – Harlem-Kingston Express Live! - Israel Vibration – Reggae Knights - Ziggy Marley – Wild and Free - Shaggy – Summer in Kingston | [ 30 ]     |
| 2013  | Jimmy Cliff              | Jamaïque               | Rebirth (en)                      | - The Original Wailers – Miracle - Sean Paul – Tomahawk Technique - Sly & Robbie and the Jam Masters – New Legend – Jamaica 50th Edition - Toots & The Maytals – Reggae Got Soul: Unplugged on Strawberry Hill                                              | [ 31 ]     |
| 2014  | Ziggy Marley             | Jamaïque               | In Concert                        | - Beres Hammond – One Love, One Life - Sizzla – The Messiah - Sly & Robbie and the Jam Masters - Reggae Connection - Snoop Lion – Reincarnated |            |
| 2015  | Ziggy Marley             | Jamaïque               | Fly Rasta                         | - Lee Scratch Perry – Back on the Controls - Sean Paul – Full Frequency - Shaggy – Out of Many, One Music - Sly & Robbie and Spicy Chocolate – The Reggae Power - SOJA – Amid the Noise and the Haste                                                       | [ 32 ]     |
| 2016  | Morgan Heritage          | Jamaïque               | Strictly Roots                    | - Rocky Dawuni – Branches of the Same Tree - Jah Cure – The Cure - Barrington Levy – Acousticalevy - Luciano – Zion Awake |            |
| 2017  | Ziggy Marley             | Jamaïque               | Ziggy Marley                      | - Devin Di Dakta & J.L – Sly & Robbie Presents...Reggae For Her - J Boog – Rose Petals - Raging Fyah – Everlasting - Rebelution – Falling Into Place - SOJA – Live in Virginia                                                                              | [ 33 ]     |
| 2018  | Damian "Jr. Gong" Marley | Jamaïque               | Stony Hill                        | - Chronixx – Chronology - Common Kings – Lost in Paradise - J Boog – Wash House Ting - Morgan Heritage – Avrakedabra | [ 34 ]     |
| 2019  | Sting & Shaggy           | Royaume-Uni & Jamaïque | 44/876                            | - Black Uhuru – As The World Turns - Etana – Reggae Forever - Ziggy Marley – Rebellion Rises - Protoje – A Matter of Time | [ 35 ]     |

### Années 2020
| Année | Artiste(s)                                                                                       | Nationalité                            | Albums                                                          | Nominés | Références |
| ----- | ------------------------------------------------------------------------------------------------ | -------------------------------------- | --------------------------------------------------------------- | --- | ---------- |
| 2020  | Koffee                                                                                           | Jamaïque                               | Rapture (en)                                                    | - Julian Marley – As I Am - Sly & Robbie & the Roots Radics – The Final Battle: Sly & Robbie vs. Roots Radics - Steel Pulse – Mass Manipulation - Third World – More Work to Be Done | [ 36 ]     |
| 2021  | Toots and the Maytals                                                                            | Jamaïque                               | Got to Be Tough                                                 | - Buju Banton - Upside Down 2020 - Skip Marley - Higher Place - Maxi Priest - It All Comes Black to Love - The Wailers - One World                                                   |            |
| 2022  | SOJA                                                                                             | États-Unis                             | Beauty in the Silence (en)                                      | - Etana - Pamoja - Gramps Morgan - Positive Vibration - Sean Paul - Live N Livin - Jesse Royal - Royal - Spice - 10                                                                  |            |
| 2023  | Kabaka Pyramid                                                                                   | Jamaïque                               | The Kalling                                                     | - Koffee - Gifted - Sean Paul - Scorcha - Protoje - Third Time's the Charm - Shaggy - Com Fly Wid Mi                                                                                 |            |
| 2024  | Julian Marley & Antaeus                                                                          | Royaume-Uni & Grèce - États-Unis       | Colors of Royal                                                 | - Buju Banton - Born for Greatness - Beenie Man - Simma - Collie Buddz - Cali Roots Riddim 2023 - Burning Spear - No Destroyer                                                       |            |
| 2025  | Bloody Civilian, Skip Marley, Daniel Caesar, Kacey Musgraves, Wizkid, Jessie Reyez, Leon Bridges | Nigéria - Jamaïque Canada - États-Unis | Bob Marley: One Love - Music Inspired By The Film (Deluxe) (en) | - Collie Buddz - Take It Easy - Vybz Kartel - Party With Me - Shenseea - Never Gets Late Here - The Wailers - Evolution                                                              |            |